# 카잔 크렘린
카잔 크렘린(타타르어: Казан кирмәне/Qazan kirmäne, Qazan Kremle, 러시아어: Казанский Кремль)은 러시아 타타르스탄 공화국 카잔에 있는 크렘린이다. 11세기초에 불가르인이 최초로 건설했다. 15세기에, 카잔은 카잔 한국의 수도로 번영했다. 이반 4세 때 건설되었다. 1552년 이반 4세의 침공으로 파괴되었다. 파괴된 성 터 위에, 다시 크렘린이 지어졌고 카잔이 발전함에 따라서, 카잔시는 대도시를 형성하기 시작했다. 2000년에 세계유산으로 등록되었다.